# Jay Humeston
Jay Humeston (* 18. November 1944; † 12. Oktober 2001) war ein US-amerikanischer Cellist.

## Leben
Humeston studierte Curtis Institute of Music und am New England Conservatory of Music. Seine Lehrer waren Leonard Rose, Mischa Schneider und Rudolf Kolisch, außerdem besuchte er Meisterklassen von Pablo Casals. Er war Erster Cellist das Hong Kong Philharmonic Orchestra und trat als Solist in Nord- und Südostasien auf. Er nahm regelmäßig an der Marlboro Music School and Festival teil und trat als Stipendiat der Rockefeller-Stiftung zwei Jahre lang bei den Carnegie Hall Evenenings of New Music in New York auf. Ausgedehnte Tourneen unternahm er auch mit dem Ensemble Boston Music Viva, zu dessen Gründungsmitgliedern er gehörte. Beim Label Delos nahm Humeston Mario Davidovskys Synchronisms No. 3 und Joseph Schwantners Komposition In Aeternam auf, die dieser ihm gewidmet hatte. Für das Label Marco Polo spielte er zwei Alben mit Musik von Heitor Villa-Lobos ein.